# Sulien
Sulien (... – 1090/1091) è stato un vescovo cattolico inglese.

## Biografia
Sulien aveva quattro figli: Rhygyfarch, Daniel, Ieuan e Arthan. Le informazioni su Sulien provengono da una poesia latina che suo figlio Ieuan scrisse per lui. 
La poesia di suo figlio dice che Sulien è di nobile discendenza e che ha trascorso tredici anni a studiare in Irlanda e che fu vescovo di Saint David's nell'XI secolo, per due periodi distinti: tra il 1073 e il 1078 e poi ancora tra il 1979/1080 e il 1085/1086. Morì intorno al 1090/1091. Sulien è strettamente associato alla chiesa clas di Llanbadarn Fawr, vicino ad Aberystwyth, dove pare che si sia rifugiato quando St David's era a volte esposta alle incursioni vichinghe. Uno dei suoi figli, Rhygyfarch, fu l'autore di una Vita di San Davide.